# Saint-Paul-du-Vernay
Saint-Paul-du-Vernay è un comune francese di 739 abitanti situato nel dipartimento del Calvados nella regione della Normandia.

## Società

### Evoluzione demografica
Abitanti censiti